# Het laatste jungleboek
Het laatste jungleboek is een stripreeks die begonnen is in maart 2004 met Stephen Desberg als schrijver en Henri-Joseph Reculé als tekenaar.

## Albums
Alle albums zijn geschreven door Stephen Desberg, getekend door Henri-Joseph Reculé en uitgegeven door Le Lombard.
| Nummer | Titel        |
| ------ | ------------ |
| 1      | De mens      |
| 2      | De belofte   |
| 3      | De lente     |
| 4      | De terugkeer |